# Cornillon (Haiti)
Cornillon (Haitianisch-Kreolisch Kòniyon) ist eine Gemeinde im Département Ouest von Haiti. Sie liegt an der Grenze zur Dominikanischen Republik.

## Geschichte
Cornillon war ursprünglich eine Siedlung in den heutigen ländlichen Gemeindebezirken Plaine-Céleste. Das Gebiet war unter dem Namen Grand-Bois bekannt (eine Bezeichnung, die auch heute noch traditionell verwendet wird).
Das heutige Cornillon wurde im Jahr 1888 gegründet und erhielt unmittelbar den Status einer Gemeinde.

## Lage und Beschreibung
Cornillon ist eine der östlichsten Gemeinden Haitis und liegt im Bergland an der nur 4 Kilometer vom Zentrum entfernten Grenze zur Dominikanischen Republik.
Neben dem Zentrum der Gemeinde Ville de Cornillon bestehen fünf ländliche Gemeindebezirke:
1. Plaine-Céleste (1) mit Barasa, Ca Elie, Corail, Décayette, Grande Place, Grandoit, Grand Piton, Gros Morne, Lan Quartier, Mare Dejeune, Masson, Modeste und Oranger,
2. Plaine-Céleste (2) mit Baptiste, Blondos, Boissonie, Boulaille Perlé, Cornillon, Delva, Dupin, Gobert, Gouary, Louie, Mombin, Pateau, Robergeau und Savane Perrin,
3. Boucan Bois Pin (1) mit Aux Pièges, Bois Neptune, Carion, Courette, Fond Fleury, Lan Gale, Nan l’Etang, Saint-Pierre, Savane Bombe, Sucrin und Terre Canne,
4. Boucan Bois Pin (2) mit Carrefour Mambo, Ducabon, Grande-Drive, La Toison, Mare Palmistes, Palme, Parc Dubois, Rato und Saint-Raymond sowie
5. Génipailler mit Bois Martin, Lan Citron, Mare Georges, Monville, Portino, Roseau und Savane Vincent.

Gut befahrbare Straßen gibt es in der Gemeinde Cornillon nicht. Ein Anschluss an das Straßensystem Haitis ist erst südlich des Sees Étang Saumâtre nach rund 52 Kilometern bei der Route Nationale RN-8 im Süden gegeben.
Die schwer zugängliche Lage von Cornillon, der dort gegebene Mangel an Trinkwasser, Gesundheitsvorsorge und Bildungsmöglichkeiten und die gleichzeitig gegebene Bedeutung der Gemeinde an der Grenze zum Nachbarland weckten immer wieder höchste Aufmerksamkeit. Präsident Martelly besuchte Cornillon im Mai 2014. Präsident Moïse besorgte bei seinem Besuch im März 2019 vor allem die mangelnde Trinkwasserversorgung.